# Vittorio Cavalotti
Vittorio Cavalotti (31 de julho de 1893 — 2 de setembro de 1939) foi um ciclista italiano. Competiu na prova de velocidade nos Jogos Olímpicos de 1920 em Antuérpia, na Bélgica.